# Lương Nặc Hằng
Lương Nặc Hằng (tiếng Trung: 梁諾恆; sinh ngày 14 tháng 11 năm 1994 ở Hồng Kông) là một cầu thủ bóng đá Hồng Kông thi đấu ở vị trí hậu vệ cho câu lạc bộ tại Giải bóng đá ngoại hạng Hồng Kông Hong Kong Pegasus.
Anh là em trai của cầu thủ hiện tại ở Đại Phố Lương Quang Thông.

## Sự nghiệp câu lạc bộ
Năm 2010, Lương Nặc Hằng giành được học bổng Dreams Come True giúp anh hoàn thành chương trình trung học ở Anh tại Brooke House College Football Academy với giá được tài trợ toàn bộ. Leung Nok Hang gia nhập YFCMD năm 2013. Lương Nặc Hằng gia nhập Hong Kong Pegasus năm 2015. Lương Nặc Hằng gia nhập một trong những câu lạc bộ lớn, South China, năm 2016.
Ngày 11 tháng 6 năm 2017, chủ tịch Pegasus Lương Chí Sơn tiết lộ rằng Lương cùng với ba cầu thủ South China khác sẽ đến Pegasus.